# Ruský vnitřní pas

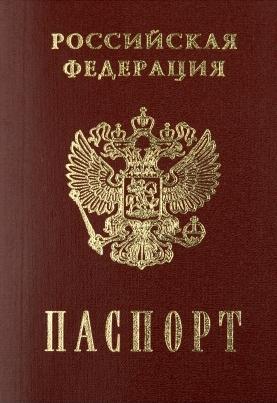
Ruský vnitřní pas

Ruský vnitřní pas je doklad totožnosti vydávaný všem ruským občanům, kteří dosáhli 14 let. Ruský vnitřní pas je vnitřní pas používaný pro cestování a identifikaci v Rusku, liší se od cestovního pasu, který slouží k cestování mimo Rusko.
Po rozpadu Sovětského svazu v roce 1991 byl vnitřní pas Sovětského svazu vydáván až do roku 1997, kdy byl vládou přijat nový regulační dekret a kdy byl nahrazen ruským vnitřním pasem. Současné ruské vnitřní pasy byly poprvé vydány v roce 2007.
Ruská vláda plánuje nahradit vnitřní pas biometrickou kartou velikosti občanského průkazu. Univerzální elektronická karta vydávaná v letech 2013 až 2016 měla nahradit ruský vnitřní pas jako jediný národní doklad totožnosti pro ruské občany, ale v roce 2017 byla zrušena.

## Popis

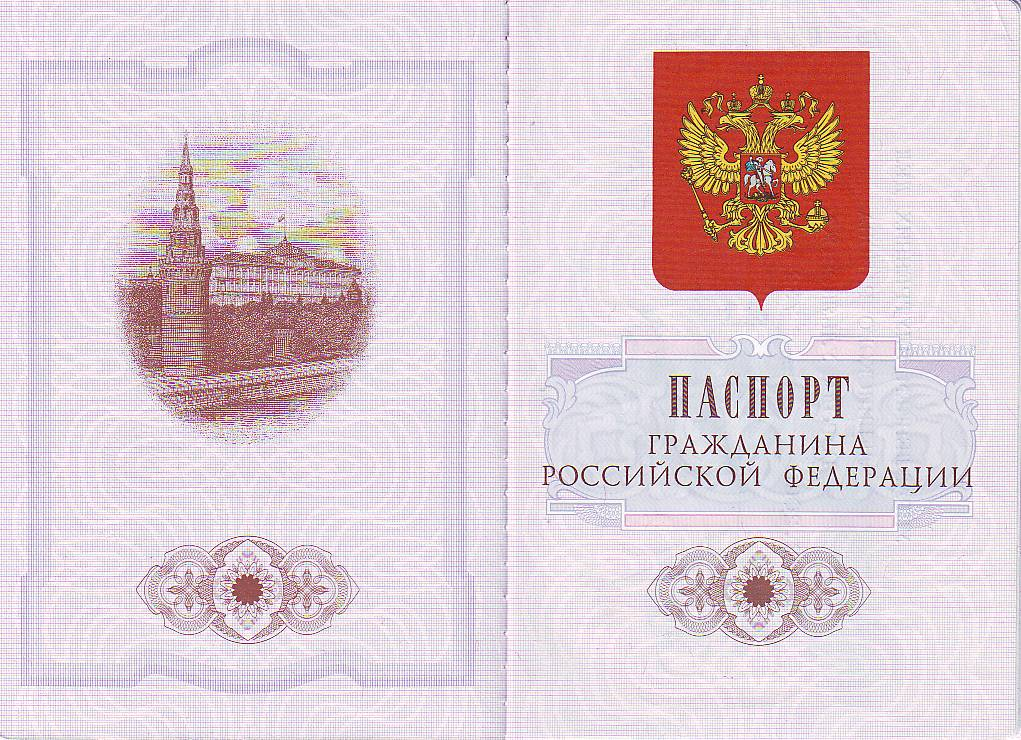
Stránka 1 vnitřního pasu

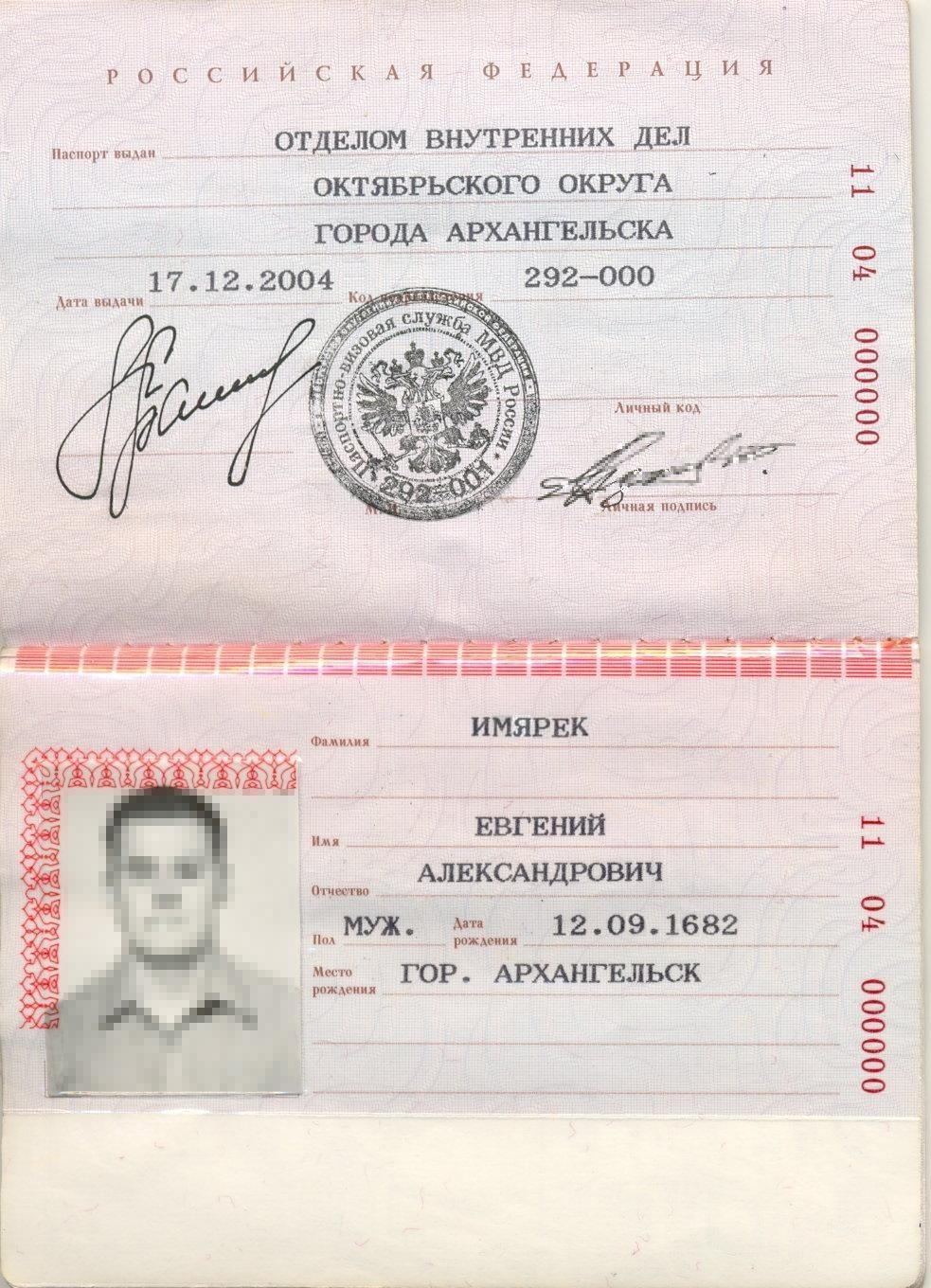
Stránka 2 vnitřního pasu

Každý pas má datovou stránku a podpisovou stránku. Datová stránka má vizuální zónu, která obsahuje fotografii držitele pasu, údaje o pasu a údaje o držiteli:
- Příjmení
- Jméno
- Patronymum
- Pohlaví
- Datum narození
- Místo narození
- Trvalý pobyt
- Branná povinnost občanů nad 18 let
- Registrace manželství
- Děti pod 14 let

## Prodloužení platnosti vnitřního pasu
Prodloužení platnosti pasu je upraveno vyhláškou č. 828 z let 1997–2018 vydanou vládou, kterou podepsal V. Černomyrdin. Podle vyhlášky mají být pasy vydány a nahrazeny, když majitel dosáhne určitého věku: ve 14, 20 a 45 letech.
Po dosažení věku 20 a 45 let musí být cestovní pas vyměněn do 30 dnů od data narození. Při vojenské branné povinnosti může být pas vydán nebo nahrazen v místě bydliště na konci stanovené doby vojenské služby. Pokud je občan uvězněn, správa trestního subjektu by měla po skončení trestu vrátit cestovní pas nebo zajistit získání nového.

### Platnost vnitřního pasu
- 14letý občan - 6let
- 20letý občan - 25let
- 45letý občan - doba neurčitá

## Stránky
- Stránka 1 - V horní části je reprodukován barevný obrázek Státního znaku Ruské federace. Uprostřed (pod státním znakem) jsou ve třech řádcích ornamentálně vytištěna slova „pas občana Ruské federace“. Pod slovy je typografická kresba "rozeta".
- Stránka 2 - V horní části jsou vytištěna slova „Vydaný pas“, „Datum vydání“, „Kód pododdělení“, „Osobní kód“ (nepoužívá se), „Osobní podpis“. V levém dolním rohu stránky je vytištěn podřádek pro podpis vedoucího oddělení, které pas vydal, a vyhrazeno místo pro nalepení pečeti označené písmeny „MP“. Text podrobností a Řádky pro vkládání záznamů na stranách 2 a 3 jsou rovnoběžné se skladem formuláře.
- Stránka 3 - Navrženo tak, aby na něm byly umístěny osobní údaje občana Ruské federace. Stránka se skládá ze dvou částí: horní tři čtvrtiny stránky tvoří vizuální zóna, ve které je vlevo umístěna fotografie držitele pasu o rozměrech 35 × 45 mm a vpravo tyto údaje o pasu: „ Příjmení, „Jméno“, „Patronymické jméno“, „Pohlaví“, datum narození, místo narození. Místo pro nálepku fotografie je označeno rohy. Spodní čtvrtina stránky naproti přehybu je zóna pro strojově čitelné záznamy (nepoužívá se v pasech vydaných před 30. červnem 2011 včetně, tato zóna se vyplňuje od 1. července 2011). Z důvodu ochrany osobních údajů je třetí strana zalaminována fólií s holografickým obrázkem při vysoké teplotě. Obsahuje obrázky šestnácticípé hvězdy s vepsanými písmeny „RF“ a státní znak Ruské federace se slovem „RUSKO“ napsaným ve tvaru oblouku, který je umístěn vodorovně a svisle; mezi řádky v každém sloupci jsou slova "RUSKO" a "RUSKO", střídavě v pořadí sloupců. V pravém horním rohu třetí stránky je prvek v podobě kruhu s písmeny „RF“. V závislosti na úhlu pohledu prvek mění svou barvu z purpurové na zelenou.
- Stránka 4 - Záznamy a značky se neprovádějí.
- Stránka 5 až 12 - Určeno pro označování zápisu občana a jeho vyřazení z evidence v místě bydliště. V horní části páté stránky s orientací uprostřed je umístěna rekvizita "Rezidence". Do 31. 12. 2004 byly pro zajištění bezvízového styku do Kaliningradské oblasti bez cizího pasu nalepeny na dvanáctou stranu také fotografie dětí do 14 let - občané Ruské federace.
- Stránka 13 - Navrženo k označení postoje občana k vojenské povinnosti. V horní části třinácté stránky s orientací uprostřed je umístěna rekvizita "Vojenské povinnosti".
- Stránka 14 - 15 - Určeno pro výrobu registračních a rozvodových značek. V horní části čtrnácté stránky s orientací uprostřed je rekvizita "Rodinný stav".
- Stránka 16 - 17 - Určeno pro zadávání informací o dětech držitele pasu. V horní části sedmnácté stránky polotovaru pasu (rovnoběžně se skladem) s orientací uprostřed je rekvizita „Děti“. Na sedmnácté stránce, pokračující na šestnáctou, je tabulka skládající se z osmnácti řádků a čtyř sloupců (zleva doprava): "Pohlaví", "Příjmení, jméno, příjmení", "Datum narození", "Osobní kód“ (nepoužívá se). Ve sloupci "Osobní kód" je někdy umístěno kulaté červené razítko Federální migrační služby Ruska, které potvrzuje občanství Ruské federace u dětí. Čáry pro zápisy na stranách 16 a 17 jsou rovnoběžné se skladem formuláře a jsou aplikovány v intervalech 6,6 mm.
- Stránka 18 - určeno k pořizování poznámek o krevní skupině, Rh faktoru a TIN držitele cestovního pasu, jakož i k získání hlavního dokladu prokazujícího totožnost občana Ruské federace mimo území Ruské federace.
- Stránka 19 - určené k pořizování poznámek o převzetí hlavního dokladu totožnosti občana Ruské federace mimo území Ruské federace, jakož i o dříve vydaných základních dokladech prokazujících totožnost občana Ruské federace na území Ruské federace. Ruská Federace. Jsou zde uvedeny i informace o vydaných zahraničních pasech.
- Stránka 20 - obsahuje důvody pro informace z nařízení, které jsou pro držitele cestovního pasu relevantní: informace o povinnosti pečlivého uchování, upozornění na včasnou výměnu dokladu, jakož i možnost zadat pouze údaje stanovené tímto nařízením . Tato stránka má speciální značky: V horní části je typografická kresba - ornamentální okrajový pruh s orientací uprostřed (na pruhu je vidět slovo "Rusko" provedené vodorovnou ražbou), pod kresbou nadpis " Výňatek z Předpisů o cestovním pasu občana Ruské federace“ je vytištěn.

## Ruský občanský průkaz

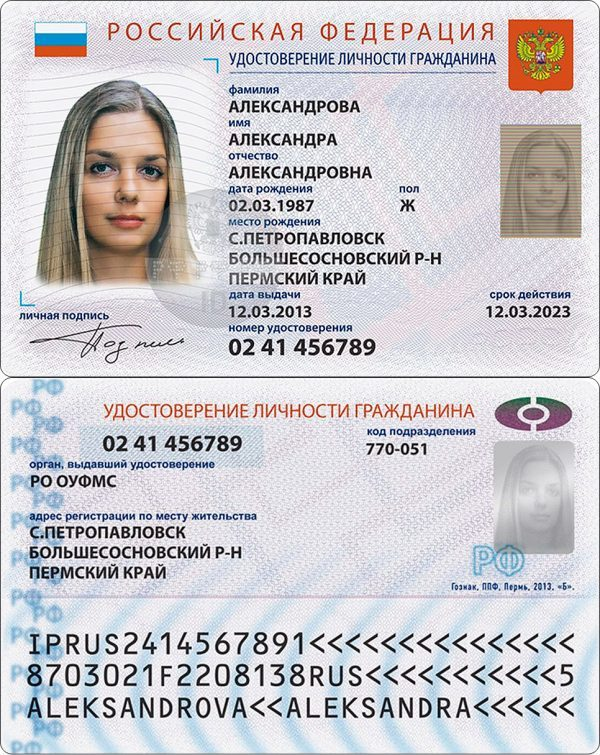
Ruský občanský průkaz

V roce 2010 Ministerstvo vnitra Ruska oznámilo zrušení vnitřních pasů a jejich nahrazení občanskými průkazy do roku 2025. Tento plán byl odložen do 15. března 2018, aby nezasahoval do voleb do Dumy v roce 2016 a poté až do roku 2022.